# Crematogaster flavitarsis
Crematogaster flavitarsis är en myrart som beskrevs av Carlo Emery 1900. Crematogaster flavitarsis ingår i släktet Crematogaster och familjen myror. Inga underarter finns listade i Catalogue of Life.